# Les Wampas
 (janvier 2024).
Pour les articles homonymes, voir WAMPAS.
Pour l'espèce de Star Wars, voir wampa.
Les Wampas (vɑ̃pas) sont un groupe de rock alternatif et punk rock français, originaire de la région parisienne formé en 1983. Le groupe repose essentiellement sur le chanteur Didier Wampas, de son vrai nom Didier Chappedelaine, en même temps électricien à la RATP avant de partir en retraite début 2012. La composition, qui a beaucoup évolué depuis leurs débuts, comprend Jean-Michel Lejoux (basse, ex-Satellites), Effello (guitare), Nicolas Schauer (batterie) et Tony Truant (guitare, ex-Dogs).
Les Wampas sont connus pour les textes faussement juvéniles de Didier Wampas, qu'il chante d'une voix parfois à la limite de la justesse. Longtemps méconnus du grand public et ignorés des médias de masse, les Wampas voient leur notoriété s'accroître en 2003 après leur signature avec une filiale d'Universal. Le single Manu Chao est alors diffusé sur les radios musicales nationales comme Europe 2 et NRJ, et Didier Wampas multiplie ses interventions à la télé et à la radio. Le groupe est nommé, lors des Victoires de la musique 2004, dans la catégorie « Groupe/Artiste révélation scène de l'année ».

## Biographie

### Formation et débuts (1983–1986)

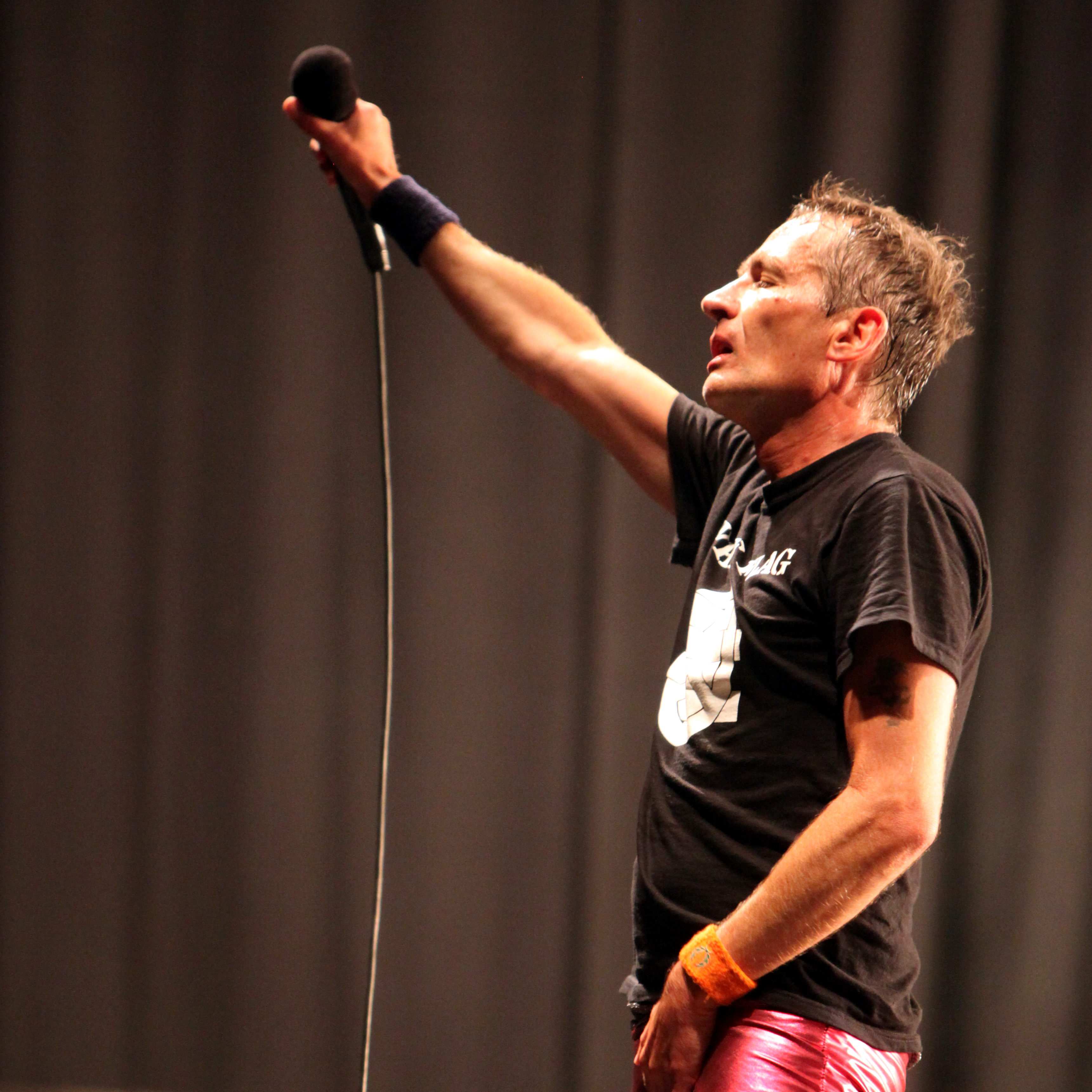
Didier Wampas (chant, guitare) en 2011.

Les Wampas se forment en 1983, avec comme meneur et chanteur Didier Chappedelaine, alias Didier Wampas. Le nom Wampas vient du nom d'une tribu dans la bande dessinée Rahan, le fils des âges farouches, la tribu des Hommes-Wampas, habillés de capes rappelant les ailes des chauves-souris. À l'instar des Ramones, les membres du groupe accolent le nom de Wampas à leur propre prénom comme s'ils faisaient partie d'une même famille (bien qu'ils n'aient chacun aucun lien de parenté). À l'origine, les Wampas sont un groupe de psychobilly comme en témoigne le look qu'ils adoptent à leurs débuts (coiffure banane) ainsi que l'usage de la contrebasse. Néanmoins, leurs influences musicales vont peu à peu au long de leur carrière, se diversifier : du psychobilly à Mike Brant, en passant par Johnny Hallyday, le punk (notamment les Ramones), les Beach Boys et les yéyés. En septembre 1983, sans grande expérience de la scène, Les Wampas se produisent sur une petite scène lors de la Fête de l'Humanité. Lors de leurs premières prestations live, ils partagent souvent la scène avec le groupe The Meteors. Dès les débuts, le groupe connaît de multiples changements de personnel (ce qui restera une constante dans l'histoire du groupe).
Entre 1983 et 1985, la formation se stabilise autour de Didier Wampas (au chant), Francis Wampas (à la batterie)  Alain Wampas (à la contrebasse) et François Quivoron  à la guitare qui sera remplacé par Philippe Wampas. Les Wampas font partie à l'époque de la scène alternative parisienne et partagent souvent la scène avec des groupes comme Les Coronados, Garçons Bouchers, Les Casse-pieds, Les Satellites, Bérurier noir ou Ludwig von 88. Dans sa chanson Chez Rascal et Ronan, François Hadji-Lazaro évoque cette époque où se côtoyaient les groupes parisiens, notamment les Wampas dans les mêmes bars. Le groupe répète dans une cave avec acharnement et sort en 1985 son premier 45 tours : Dracu Bop. En mai de la même année, le guitariste surf-rock Marc Police rejoint le groupe à la place de Philippe et lui apporte une nouvelle dimension. C'est aussi à cette époque qu'arrive Niko.

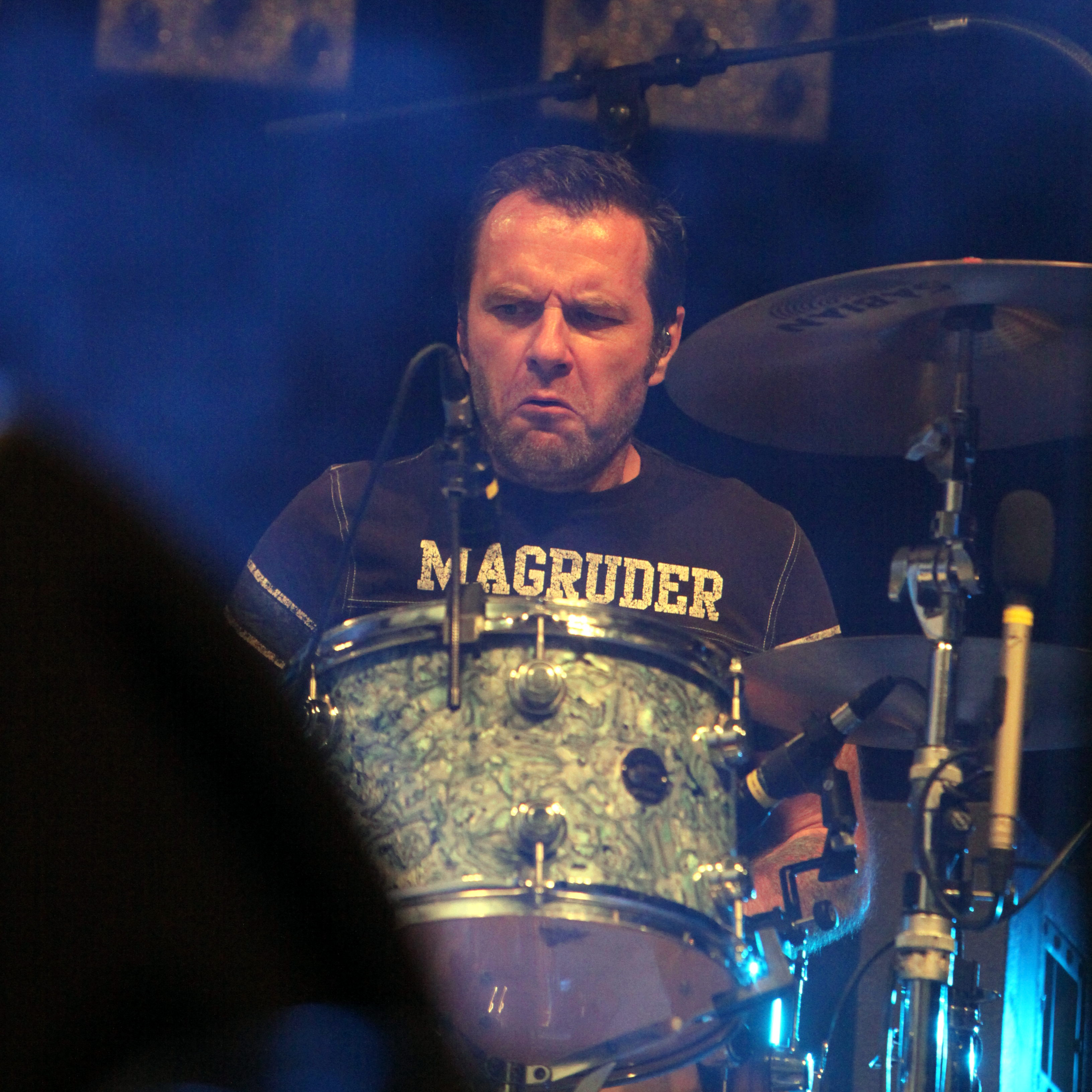
Niko (batterie).

Les Wampas tournent beaucoup ; ils font partie de la scène alternative française de l'époque, qui comprend notamment Bérurier noir, les Casse-pieds, Les Coronados, les Dead Gregorys, Double Nelson, les Garçons Bouchers, Hot Pants, Jad Wio, Laid Thénardier, Ludwig von 88, Mano Negra, Les Naufragés, Noir Désir, OTH, Parabellum, Les Satellites, Les Sheriff, La Souris Déglinguée, Les Tambours du Bronx, Les Tétines Noires, Les Thugs, Treponem Pal, Les VRP, les Wanderers, Washington Dead Cats, etc.
Le premier album studio des Wampas, Tutti frutti, est publié en 1986. Il est caractérisé par un son très psychobilly avec Alain Wampas à la contrebasse. Les textes sont décalés, parfois composés uniquement d'onomatopées répétées tout le long de la chanson (Yeah Yeah Yeah !, Shala la la !). Le chant de Didier Wampas est suraigu, parfois limite : cela devient la marque de fabrique du groupe pour tous ses albums. Mais les Wampas sont sans complexes, ils assument ce chant atypique. Ils créent même un t-shirt portant l'inscription « Le chanteur des Wampas chante faux (mais c'est fait exprès) ».
C'est à cette époque qu'apparaît une rancœur tenace envers les Washington Dead Cats. Elle se manifeste à travers plusieurs chansons : Une bombe sur Washington, Bang ! Bang ! Bang ! (« Les Washington Dead Cats qui se sont reformés, je crois que je vais pleurer » ; cette chanson date toutefois de bien plus tard : 1998 et l'album Chicoutimi), Les Gens riches (« les gens riches aiment bien les Washington, pas moi », les gens riches en question étant le groupe les Satellites, en référence à leur album Riches et célèbres). Les deux groupes partageaient la même salle de répétition, et la dispute aurait concerné un problème de matériel.

### Au cœur de la scène indépendante (1987–1992)
Après la sortie de leur premier album, les Wampas écument les bars et les petites salles de concert. Ils participent à plusieurs compilations comme Psycho Attack over Europe, Mon grand frère est un rocker. C'est l'âge d'or du rock alternatif, tous les groupes cités plus haut commencent à se faire connaître d'un public plus ou moins grand. Chez les Wampas, les musiciens défilent en même temps que disparaissent peu à peu les influences psychobilly. Les Wampas se défont du look psycho arborant des tenues plus éclectiques (Didier Wampas se laissera même pousser de longs cheveux) et même de leur contrebasse puisqu'Alain Wampas quitte le groupe en 1987, remplacé par Ben Sam, qui lui, joue de la basse. La formation Niko-Ben Sam-Didier-Marc Police va se stabiliser pendant un certain moment et véritablement imprimer un style que l'on retrouvera sur les deux albums suivants. Ce sont surtout Didier Wampas et Marc Police qui constituent les piliers du groupe et qui écrivent les chansons.
Leur deuxième album, intitulé Chauds, sales et humides, sort en 1989. Il marque une certaine rupture avec le premier album en incluant des styles musicaux plus variés et moins axés sur le rockabilly ou le psychobilly. Beaucoup plus rock 'n' roll que le précédent, il laisse également entrevoir ce que seront les textes dans les albums suivants : un mélange de poésie (Le seigneur est une fleur), d'enfance, d'onomatopées (Yeah Yeah), d'humour et d'absurdités (Ver de terre). Mais c'est sur scène que le groupe se fait une réputation, avec des concerts énergiques, lors desquels Didier Wampas se livre à toutes sortes d'excentricités.

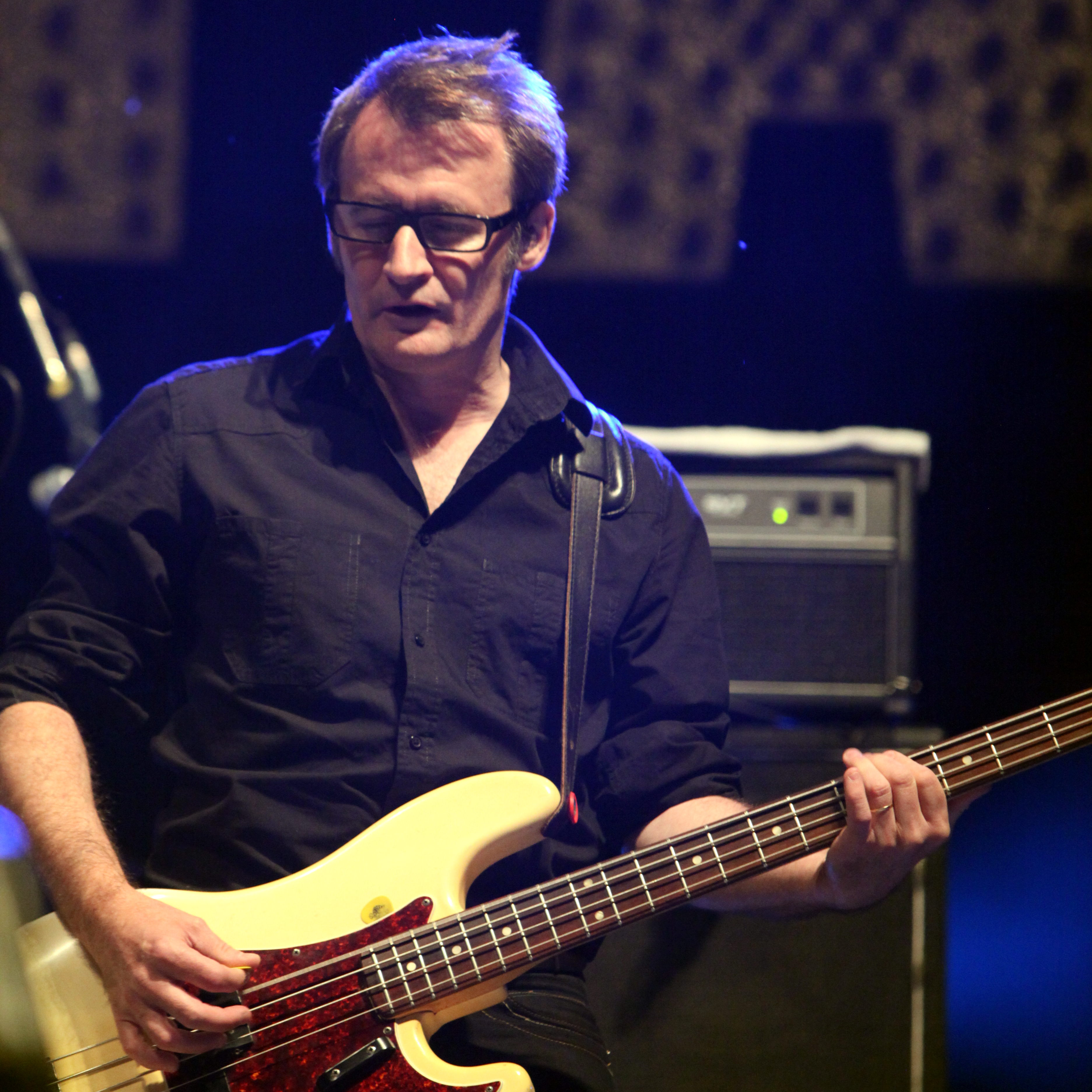
Jean-Michel Lejoux (basse).

Le troisième album, Les Wampas vous aiment, sort en 1990. Pour la première fois, le groupe dispose de moyens importants pour la production. L'album possède un bon potentiel commercial (la scène alternative remportant alors un succès important auprès du grand public) et contient bon nombre de classiques du groupe : Tataratatata, Ce soir, c'est Noël, Quelle joie le Rock 'n' Roll, C'est facile de se moquer et surtout Petite fille. Le vidéo-clip de cette chanson passe relativement souvent sur M6, et la chanson apparaît aussi dans le film J'embrasse pas d'André Téchiné. On peut voir dans le clip la jeune Marion Cotillard, alors âgée de quinze ans. Mais la promotion ne suit pas et l'album ne remporte pas le succès escompté. À noter, au début de l'album, une citation résumant bien l'esprit du groupe : « Y'a qu'à mettre tout à fond… Le rock, c'est tout à fond ». Cet état d'esprit se retrouve sur scène et porte ses fruits puisque le groupe attire maintenant du monde. En 1991, leur tournée passe ainsi par le Printemps de Bourges, le Bataclan ainsi que le Japon, où ils font la première partie de Mano Negra.
Le 21 décembre 1991, Marc Police se suicide. Le groupe est ébranlé, et les années qui suivent sont difficiles, avec des changements dans la composition du groupe. L'arrivée de Philippe Almosnino, ex-Wanderers, va consolider la puissance de la formation. À cette époque, le rock alternatif est sur le déclin, beaucoup de groupes se séparent. Les Wampas, eux, continuent de jouer. Pour l'anecdote, un des épisodes de la série noire Le Poulpe, intitulé Les potes de la perception, s'inspire beaucoup de la mort du guitariste des Wampas.

### Signature chez BMG (1993–1997)

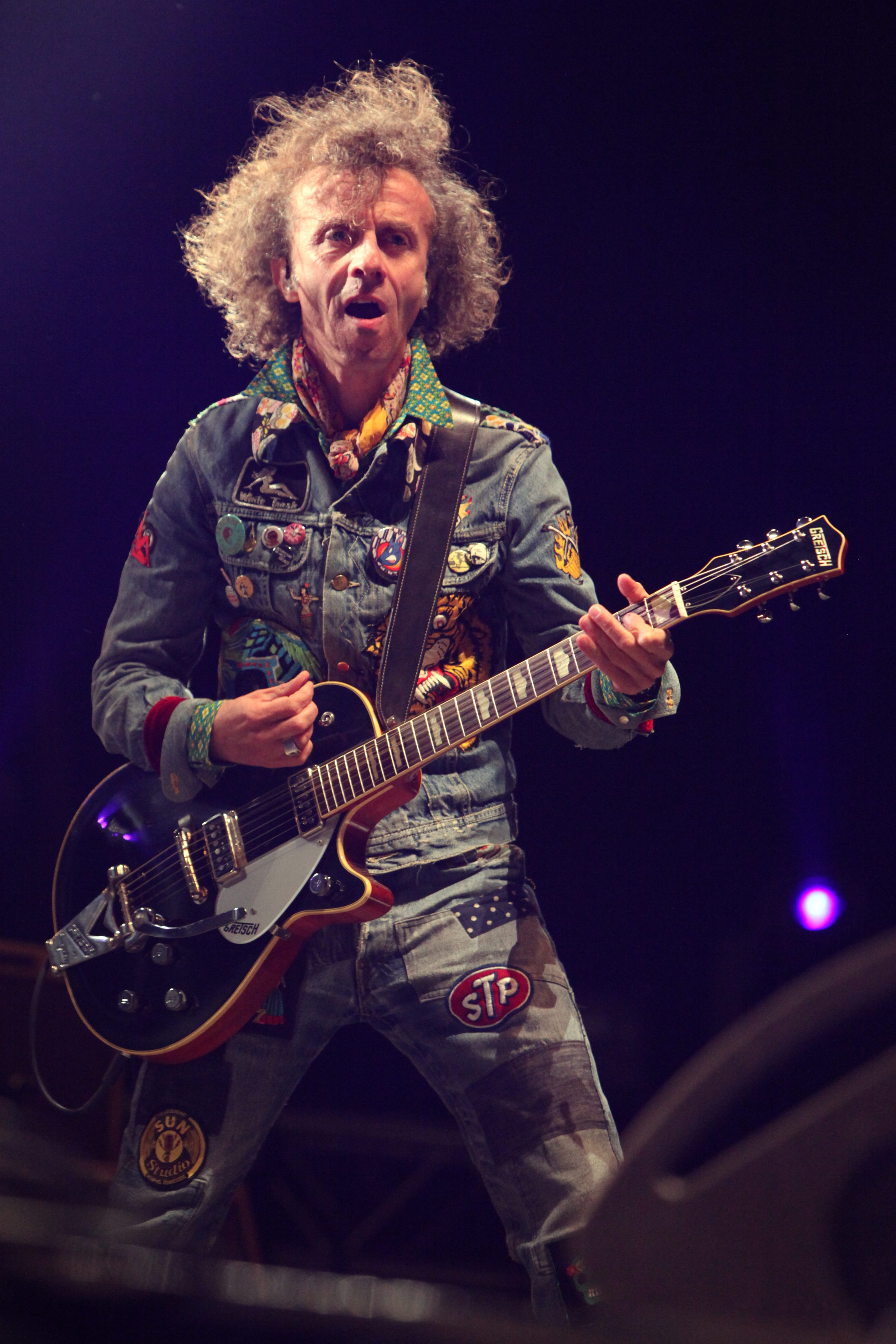
Tony Truant (guitare).

Le groupe signe chez BMG, ce qui lui permet de bénéficier de moyens importants pour la sortie d'un quatrième album, Simple et tendre en 1993. Le disque est produit par Mark Wallis (U2) et est en partie enregistré aux studios Abbey Road. Marc Police n’étant plus là pour l’épauler, c’est Didier Wampas qui se charge de l’essentiel de la création des chansons. L’ensemble de l’album laisse apparaître une plus grande part de poésie, la plupart des textes tournant autour de l’amour ou de l’enfance. On trouve dans cet album un bon nombre de classiques du groupe, souvent joués en concert, tels que Les îles au soleil, Comme un ange qui pleure et Les bottes rouges. Le groupe enchaîne sur une grande tournée, avec un passage à l'Olympia en 1993. La même année, Ben Sam quitte le groupe au profit de Chris Black qui à son tour quitte le groupe l'année suivante. Jean-Mi (ex-bassiste des Satellites sous le nom de Monsieur Miel) prend la basse en 1994.
En 1995, les Wampas enregistrent leur cinquième album, Trop précieux, qui sort en mai 1996. Là encore, BMG leur donne de grands moyens puisqu’une partie de l’album (en particulier la production) est réalisée à Austin (Texas). L'album est très homogène et on y retrouve les ingrédients propres aux Wampas : des textes surréalistes (Le soleil, Gisèle), des chansons tristes (Il viendra), des chansons gaies (Trop précieux, Johnny McDonald), de l’amour (Ne dis pas aux copains (reprise de France Gall), C’est l’amour), de l’amitié (Mes amis/oh oui je vous aime), de la poésie… Renforcés d'une seconde guitare, Joseph « Jo » Dahan (ex-bassiste de Mano Negra), les Wampas s’embarquent alors pour une grande tournée mondiale, avec des passages en Europe mais aussi à Austin, Tōkyō et Montréal. L’album live Toutafonlive, sorti en 1996, est le reflet de cette tournée. Les Wampas jouent dans des petites salles et des bars et sont parfois inconnus du public. La pochette de Toutafonlive en témoigne, puisqu'y figure la photo d’un affichage annonçant un concert des Wampus.

### Retour à un label indépendant (1998–2002)

Effello Wampas (guitare).

Le contrat qui lie les Wampas à leur maison de disques BMG n’est pas renouvelé. Le groupe repart dans le circuit indépendant et sort son sixième album en 1998. Il s’intitule Chicoutimi (nom d’une ville québécoise dans laquelle les Wampas ont joué). Les sujets abordés sont éclectiques, allant des rapports mère/fils (Ma mère me rend folle) au groupe Toto (Toto) en passant par le cycliste Laurent Jalabert (Jalabert) et la chanteuse d’Il était une fois, Joëlle. On note aussi de nombreux clins d’œil à des groupes issus de la même scène et désormais disparus (Je t’aimerai toujours, Oï (qui fait spécifiquement référence à la chanson Les Béruriers sont les rois de Bérurier Noir), Bang ! Bang ! Bang !), laissant les Wampas seuls survivants. Le morceau Joëlle rend hommage au groupe Il était une fois.
En 2000 sort le septième album du groupe, sobrement intitulé Kiss. Même si le groupe n’a jamais cessé d’évoluer depuis ses débuts, la différence est ici assez marquante car cet album lorgne parfois du côté des Pixies. Sur la pochette, un Didier Wampas maquillé porte des lunettes 3D acquises lors d’un concert du groupe Kiss, d’où le titre de l’album. Lors de la tournée qui suit, la chanson Kiss, interprétée à la fin du concert sert de prétexte à Didier pour embrasser tous ceux et celles qui le veulent bien, en ponctuant les baisers de « Kiss ! ». Dans des messages placés au début et à la fin du disque, le groupe s'autoproclame « Inventeur du rock 'n' roll. » La nostalgie et l’amour semblent être les thèmes principaux de l’album, en particulier dans les chansons J’ai rencontré Marilou, J’ai avalé une mouche, DW, Comme un punk en hiver. La chanson J'ai avalé une mouche inspirée par Vivien, le jeune filleul de Didier qui aurait avalé une mouche en regardant une jolie fille sur son vélo.

### Reconnaissance du grand public (2003–2005)

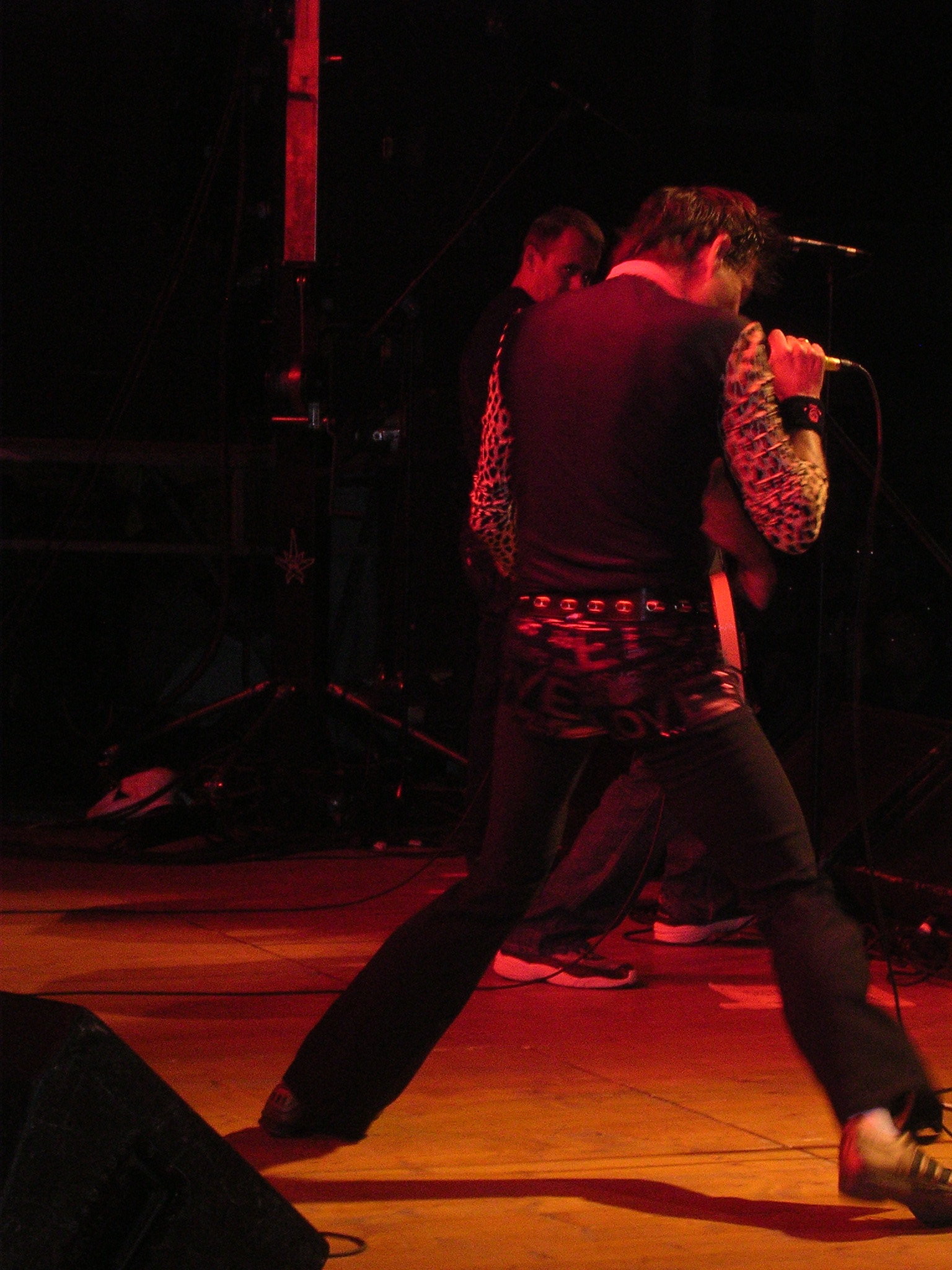
Didier Wampas lors d'un concert à Chambéry (2004).

En février 2003, les Wampas sortent leur huitième album, présenté en avant-première au gala de l'ENTPE avec un titre à rallonge : Never Trust a Guy Who After Having Been a Punk, Is Now Playing Electro. Il s’agit d’un clin d’œil à BenSam, ancien bassiste du groupe qui s'est orienté vers la musique électronique en intégrant le groupe Sporto Kantes. L’album sort sur le label Atmosphériques, ce qui permet au single Manu Chao (dont les paroles ont été écrites en moins de 10 minutes) de bénéficier d'une promotion importante et de trouver le succès commercial. On peut véritablement parler de révélation au grand public, vingt ans après la création du groupe.
C’est sûrement ce qui vaut aux Wampas d’être nommés aux Victoires de la musique dans la catégorie « révélation de l’année ». Ils perdent face à Kyo mais sont remarqués pour leur prestation scénique survoltée. Celle-ci commence en effet avec un Didier Wampas dévalant les gradins en criant « les Wampas n'aiment pas les autres, ils n'aiment pas Kyo, et ils n'aiment pas la variété pourrie » ; le chanteur ne se calme pas pendant le reste de la chanson. 
Le groupe fait également à l'été 2003 la plupart des grands festivals comme les Vieilles Charrues ou les Eurockéennes. C'est à partir de cette époque que Tony Truant ex-Dogs et ex-membre de Tony Truant et ses Deux Solutions rejoint le groupe à la place de l'ex-bassiste de la Mano Negra « Jo » Dahan (qu'il avait occasionnellement remplacé sur scène auparavant).
L’album lui-même est plus classique que Kiss, plus punk et humoristique : Comme un kényan, Country en Croatie (dans laquelle ils raillent le groupe de rock progressif Genesis), Chocorêve, L’aquarium tactile. La tournée qui suit est enregistrée et sort en 2004 sous la forme d’un album live (Never trust a live) et d’un DVD (Never Trust a DVD). À l’occasion de la sortie de l’album live, le groupe sort également un single : une reprise de Patrick Juvet : Où sont les femmes ? . Les Wampas enchaînent ensuite sur une tournée de quelques dates en Inde. David Vallet réalise un documentaire sur le groupe, intitulé For the Rock, qui est diffusé de façon confidentielle.

### Nouveaux albums (2006–2014)

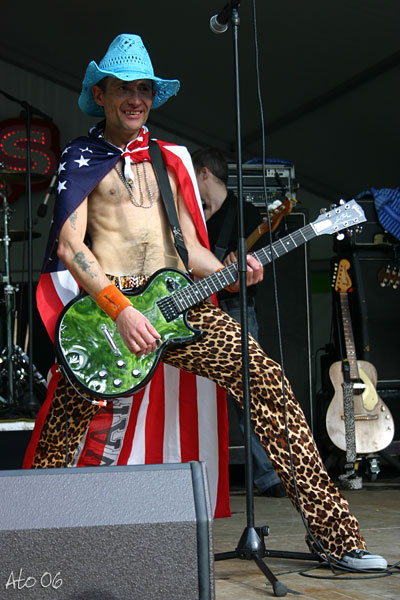
Didier Wampas à la fête de la fraise en 2006.

L'album Rock 'n' Roll Part 9 sort au printemps 2006, une série limitée est accompagnée d'un DVD, Psychomovie, qui relate l'enregistrement de l'album.
En février 2007, Philippe Martinot, guitariste des Wampas en 1984-1985 publie sous le pseudonyme de Philippe Wampas, Le Dictionnaire bordélique des Wampas (Hors Collection), une biographie aléatoire émaillée d'anecdotes, de reportages et d'interviews, illustrés de photographies inédites. Didier Wampas participe à l'album Alice et June d'Indochine, sur la chanson Harry Poppers dont il a écrit le texte et sur laquelle il chante en duo avec Nicola Sirkis.[réf. souhaitée]
En 2007, les Wampas font partie des dix pré-sélectionnés pour représenter la France à l'Eurovision et enregistrent un morceau pour l'occasion, Faut voter pour nous. Mais ils sont éliminés au premier tour de l'élection du représentant français, au profit d'un groupe avec qui ils ont partagé plusieurs scènes de festivals, les Fatals Picards. Les Wampas for the Rock 2 : Les portes du futur de David Vallet (qui avait produit le premier volet) est sorti en 2007 et comprend quarante concerts ainsi que leur représentation à l'Eurovision. 
Les Wampas sont la preuve que Dieu existe sort le 19 janvier 2009, et là encore une série limitée accompagnée d'un DVD relate l'enregistrement de l'album.
Le 26 juin 2010, les Wampas font la première partie du groupe Indochine à l'occasion du concert événement au Stade de France. Entre 2010 et 2014, les Wampas donnent moins de concerts, ce qui permet à Didier Wampas de sortir trois albums : un en solo, Taisez-moi (2011), un avec Bikini Machine, Comme dans un garage (2013), et un avec Sugar and Tiger, Télévisage (2014). De nombreux concerts ont eu lieu avec ces formations. 
Les Wampas en 2014-2015 sont en tournée pour promouvoir leur album, Les Wampas font la gueule, paru le 13 octobre 2014 sur le label Verycords. Cette sortie suit d'une tournée à la fin de la même année.

### Tournée etEvangelisti(depuis 2016)

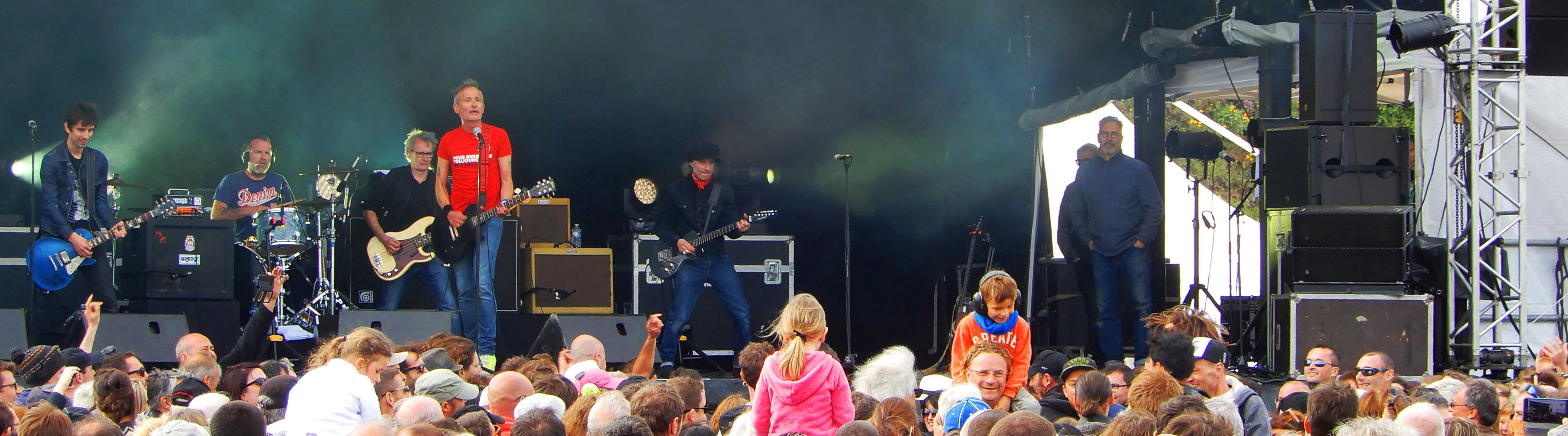
Les Wampas à Saint-Quay-Portrieux avril 2018

Une tournée estivale en 2016 est l'occasion de faire découvrir au public la nouvelle chanson Baby, suce ma roue, premier extrait de leur douzième album à paraître début 2017. En 2017, Didier Wampas et le groupe figurent dans le film Satire dans la campagne de Marc Large et Maxime Carsel. Cette même année sort leur nouvel album, Evangelisti chez Verycords.

## Polémiques
En 2006, un single, Chirac en prison, crée une polémique, les chaînes de télévision et de nombreuses radios refusant de le diffuser. Toutefois, Ouï FM (radio rock parisienne) le diffuse régulièrement, ainsi que la radio publique Le Mouv' de temps en temps. Par ailleurs, Les Guignols de l'info réalisent un clip remarqué pour cette chanson. Les Wampas n'ont pu interpréter cette chanson en direct à la télévision qu'une seule fois, au cours de l'émission 20h10 pétantes, sur Canal+. À noter qu'ils l'ont jouée également lors de l'émission Concerts sauvages sur France 4. Il s'agissait en vérité d'un concert du groupe Louise Attaque organisé place du Palais-Royal à Paris, devant le Conseil d'État, où ils invitèrent les Wampas à jouer la chanson sous les fenêtres de cette haute institution. Le groupe avoue d'ailleurs avoir lancé cette chanson pour tester la capacité d'autocensure des médias audiovisuels français.
La réaction la plus notable fut celle de François Goulard, maire de Vannes et ministre de l'Enseignement supérieur, qui tenta de faire interdire le concert du groupe prévu dans sa ville (voir l'interview vidéo de Didier Wampas), mais ne put que réquisitionner les jeunes militants de l'UMP pour faire arracher les affiches[citation nécessaire].
Didier Wampas écrira également une chanson controversée Les Rockeurs de Droite, pour la reformation du groupe Bijou SVP. Didier Wampas est aussi connu pour avoir  égratigné d'autres groupes ou chanteurs comme Manu Chao ou Louise Attaque notamment à travers la chanson Manu Chao, critiquant le comportement de certains artistes. Didier Wampas déclare lors d'une interview que Manu Chao avait bien pris la chanson, bien qu'il se soit opposé à ce que la pochette de son album soit détournée pour le single. Louise Attaque n'aurait pas réagi à la chanson, et a même participé au clip vidéo du titre.

## Membres
| 1983 | Didier Wampas | Alain Wampas Marietti | Francis Wampas | François Quivoron  |              |                                                                        |
| 1984 | Didier Wampas | Alain Wampas Marietti | Francis Wampas | Philippe Wampas    |              |                                                                        |
| 1985 | Didier Wampas | Alain Wampas Marietti | Niko Wampas    | Marc Police        |              |                                                                        |
| 1986 | Didier Wampas | Alain Wampas Marietti | Niko Wampas    | Marc Police        |              | Tutti frutti                                                           |
| 1987 | Didier Wampas | Alain Wampas Marietti | Niko Wampas    | Marc Police        |              |                                                                        |
| 1988 | Didier Wampas | Ben Sam               | Niko Wampas    | Marc Police        |              | Chauds, sales et humides                                               |
| 1989 | Didier Wampas | Ben Sam               | Niko Wampas    | Marc Police        |              |                                                                        |
| 1990 | Didier Wampas | Ben Sam               | Niko Wampas    | Marc Police        |              | …Vous aiment                                                           |
| 1991 | Didier Wampas | Ben Sam               | Niko Wampas    | Marc Police        |              |                                                                        |
| 1992 | Didier Wampas | Chris Black           | Niko Wampas    | Philippe Almosnino |              |                                                                        |
| 1993 | Didier Wampas | Chris Black           | Niko Wampas    | Philippe Almosnino |              | Simple et tendre                                                       |
| 1994 | Didier Wampas | Jean-Michel Lejoux    | Niko Wampas    | Philippe Almosnino |              |                                                                        |
| 1995 | Didier Wampas | Jean-Michel Lejoux    | Niko Wampas    | Philippe Almosnino |              |                                                                        |
| 1996 | Didier Wampas | Jean-Michel Lejoux    | Niko Wampas    | Philippe Almosnino |              | Trop précieux                                                          |
| 1997 | Didier Wampas | Jean-Michel Lejoux    | Niko Wampas    | Philippe Almosnino |              |                                                                        |
| 1998 | Didier Wampas | Jean-Michel Lejoux    | Niko Wampas    | Philippe Almosnino | Joseph Dahan | Chicoutimi                                                             |
| 1999 | Didier Wampas | Jean-Michel Lejoux    | Niko Wampas    | Philippe Almosnino | Joseph Dahan |                                                                        |
| 2000 | Didier Wampas | Jean-Michel Lejoux    | Niko Wampas    | Philippe Almosnino | Joseph Dahan | Kiss                                                                   |
| 2001 | Didier Wampas | Jean-Michel Lejoux    | Niko Wampas    | Philippe Almosnino | Joseph Dahan |                                                                        |
| 2002 | Didier Wampas | Jean-Michel Lejoux    | Niko Wampas    | Philippe Almosnino | Joseph Dahan |                                                                        |
| 2003 | Didier Wampas | Jean-Michel Lejoux    | Niko Wampas    | Philippe Almosnino | Joseph Dahan | Never trust a guy who after having been a punk, is now playing electro |
| 2004 | Didier Wampas | Jean-Michel Lejoux    | Niko Wampas    | Philippe Almosnino | Joseph Dahan |                                                                        |
| 2005 | Didier Wampas | Jean-Michel Lejoux    | Niko Wampas    | Philippe Almosnino | Tony Truant  |                                                                        |
| 2006 | Didier Wampas | Jean-Michel Lejoux    | Niko Wampas    | Philippe Almosnino | Tony Truant  | Rock'n'Roll Part 9                                                     |
| 2007 | Didier Wampas | Jean-Michel Lejoux    | Niko Wampas    | Philippe Almosnino | Tony Truant  |                                                                        |
| 2008 | Didier Wampas | Jean-Michel Lejoux    | Niko Wampas    | Philippe Almosnino | Tony Truant  |                                                                        |
| 2009 | Didier Wampas | Jean-Michel Lejoux    | Niko Wampas    | Philippe Almosnino | Tony Truant  | Les Wampas sont la preuve que Dieu existe                              |
| 2010 | Didier Wampas | Jean-Michel Lejoux    | Niko Wampas    | Philippe Almosnino | Tony Truant  |                                                                        |
| 2011 | Didier Wampas | Jean-Michel Lejoux    | Niko Wampas    | Philippe Almosnino | Tony Truant  |                                                                        |
| 2012 | Didier Wampas | Jean-Michel Lejoux    | Niko Wampas    | Philippe Almosnino | Tony Truant  |                                                                        |
| 2013 | Didier Wampas | Jean-Michel Lejoux    | Niko Wampas    | Philippe Almosnino | Tony Truant  |                                                                        |
| 2014 | Didier Wampas | Jean-Michel Lejoux    | Niko Wampas    | Philippe Almosnino | Tony Truant  | Les Wampas font la gueule                                              |
| 2015 | Didier Wampas | Jean-Michel Lejoux    | Niko Wampas    | Eric Starczan      | Tony Truant  |                                                                        |
| 2016 | Didier Wampas | Jean-Michel Lejoux    | Niko Wampas    | Effello Wampas     | Tony Truant  |                                                                        |
| 2017 | Didier Wampas | Jean-Michel Lejoux    | Niko Wampas    | Effello Wampas     | Tony Truant  | Evangelisti                                                            |
| 2018 | Didier Wampas | Jean-Michel Lejoux    | Niko Wampas    | Effello Wampas     | Tony Truant  |                                                                        |
| 2019 | Didier Wampas | Jean-Michel Lejoux    | Niko Wampas    | Effello Wampas     | Tony Truant  | Sauvre le monde                                                        |
| 2020 | Didier Wampas | Jean-Michel Lejoux    | Niko Wampas    | Effello Wampas     | Tony Truant  |                                                                        |
| 2021 | Didier Wampas | Jean-Michel Lejoux    | Niko Wampas    | Effello Wampas     | Tony Truant  |                                                                        |
| 2022 | Didier Wampas | Jean-Michel Lejoux    | Niko Wampas    | Effello Wampas     | Tony Truant  | Tempête, Tempête                                                       |
| 2023 | Didier Wampas | Jean-Michel Lejoux    | Niko Wampas    | Effello Wampas     | Tony Truant  |                                                                        |

## Discographie

### Albums live
- 1996 : Toutafonlive
- 2004 : Never trust a live !

### Compilation
- 2015 : Never trust a Best-of

### Vidéos
- 2004 : Never Trust a DVD ! (concert)
- 2005 : For the Rock (documentaire)
- 2006 : Psychomovie (documentaire sur la conception de Rock'n'Roll Part 9, en édition limitée avec l'album)
- 2007 : For the rock 2 : Les portes du futur (documentaire 2h + 30 minutes de bonus)

### Singles et EP
- Dracu Bop (1985)
- J'ai quitté mon pays (1988)
- Touche pipi (1988)
- Petite fille (1990)
- Le costume violet (1991)
- Comme un ange (qui pleure) (1992)
- Les bottes rouges (1992)
- Les îles au soleil (los) (1993)
- Le demi du Vendredi  (1994)
- C'est l'amour (1996)
- Trop précieux (1996)
- Ma mère me rend folle (1998)
- J'ai avalé une mouche (2000)
- I love you (2000)
- Manu Chao (2003)
- Je t'ai donné ma vie (2003)
- Où sont les femmes ? (2003)
- Chirac en prison (2006)
- Rimini (2006)
- Faut voter pour nous (2007)
- Universal (2008)
- Persistance rétinienne (2009)
- Julian (2022)

### Duos sur disques
- La grande Zoa avec Régine
- Tout le monde un jour s'est planté avec Hugues Aufray
- Harry poppers avec Indochine
- Même combat avec Alibi Montana
- Latuvu avec Têtes Raides
- La fille du coupeur de joints avec Hubert-Félix Thiéfaine et Tryo
- La fille du Père-Noël avec Bijou SVP et Trust
- Toi tu parles des filles avec Les Supremes Dindes
- Le téléphone pleure avec Opium du Peuple
- Quand revient l'été avec Les Producteurs de Porc
- Punks au Liechtenstein avec Les Fatals Picards

### Participations
- 1987 : Au pays du touche pipi sur la compilation Mon grand frère est un rockeur
- 1989 : Houa houa hou sur la compilation Sang neuf en 89
- 1989 : Adieu à un ami sur Everyday is a hollyday, album hommage à Buddy Holly
- 1990 : Seul sur Rock'n horreur
- 1990 : La seule (reprise des Ramones) sur Le légume du jour #6
- 1991 : Rien à foutre (reprise des Ramones), sur la compilation Rock Hardi #1
- 1992 : J'ai dansé avec l'amour sur l'album Ma grand-mère est une rockeuse hommage à Édith Piaf et Fréhel
- 1998 : Yesterday sur la compilation Rock Hardi
- 2002 : Dernière station avant l'autoroute sur l'album  Les Fils du coupeur de joints (2002) album hommage à Hubert-Félix Thiéfaine
- 2009 : Rock and roll mops sur On n'est pas là pour se faire engueuler !, album hommage à Boris Vian

## Classements

### Albums
| Année | Information                                                                                               | Classement des ventes |
| Année | Information                                                                                               | France                |
| ----- | --- | --------------------- |
| 1986  | Tutti frutti                                                                                              | NC                    |
| 1988  | Chauds, sales et humides                                                                                  | NC                    |
| 1990  | Les Wampas vous aiment - Date de sortie : 30 avril 1990                                                   | NC                    |
| 1993  | Simple et tendre - Date de sortie : 25 janvier 1993                                                       | NC                    |
| 1996  | Trop précieux - Date de sortie : 18 mars 1996                                                             | NC                    |
| 1997  | Toutafonlive - Date de sortie : 25 novembre 1996                                                          | NC                    |
| 1998  | Chicoutimi - Date de sortie : 9 novembre 1998                                                             | NC                    |
| 2000  | Kiss - Date de sortie : 20 mars 2000                                                                      | NC                    |
| 2003  | Never trust a guy who after having been a punk, is now playing electro - Date de sortie : 25 février 2003 | 43                    |
| 2004  | Never trust a live !                                                                                      | 29                    |
| 2006  | Rock'n'Roll Part 9 - Date de sortie : 6 mars 2006                                                         | 33                    |
| 2009  | Les Wampas sont la preuve que Dieu existe - Date de sortie : 19 janvier 2009                              | 34                    |

### Singles
| Année | Information      | Classement des ventes | Album |
| Année | Information      | France                | Album |
| ----- | ---------------- | --------------------- | --- |
| 2003  | Manu Chao        | 20                    | Never trust a guy who after having been a punk, is now playing electro - Date de sortie : 25 février 2003 |
| 2006  | Chirac en prison | 46                    | Rock'n'Roll Part 9 - Date de sortie : 6 mars 2006                                                         |
| 2006  | Rimini           | 86                    | Rock'n'Roll Part 9 - Date de sortie : 6 mars 2006                                                         |

## Cinéma
- En 2010, Didier Wampas joue dans le court-métrage Changement de cap, réalisé par Jérôme Bleitrach, et diffusé sur Canal+.
- En 2011, les Wampas tournent dans le film Le Grand Soir de Benoît Delépine et Gustave Kervern (scène de concert au BT59 à Bordeaux).
- En 2017, Didier Wampas et le groupe figurent dans le film Satire dans la campagne de Marc Large et Maxime Carsel.